# Oldsmobile Modell Z
Das Oldsmobile Modell Z war ein PKW, der von 1908 bis 1909 von Oldsmobile gefertigt wurde. Er war das erste Sechszylindermodell der Marke und zugleich in diesen beiden Jahren das Spitzenmodell.
Bei seinem Erscheinen im Jahre 1908 hatte das Fahrzeug einen vorne eingebauten, wassergekühlten Reihensechszylinder-Viertaktmotor, der bei einem Hubraum von 7423 cm³ eine Leistung von 48 bhp (35 kW) erreichte. Ein Jahr später wurde die Bohrung des Motors um ¼″ vergrößert, was zu einem Hubraum von 8275 cm³ führte. Die Leistung betrug 60 bhp (44 kW). 
Wie bei den kleineren Modellen wurde die Motorkraft über ein Dreiganggetriebe mit Schalthebel rechts außen und eine Kardanwelle an die Hinterräder weitergeleitet. Das Bremspedal wirkte auf die Kardanwelle, der Handbremshebel auf die Trommelbremsen an den Hinterrädern. 1908 wurde das Modell Z als 4-türiger Tourenwagen geliefert, 1909 zusätzlich als 2-türiger Spezial-Roadster. Acetylenbeleuchtung, Öllampen und Gepäckträger waren serienmäßig. Mit einem Verkaufspreis von US$ 4.200 rep. 4.000 im folgenden Jahr konkurrierte das Modell Z im Luxussegment.
1908 wurden nur 50 Fahrzeuge vom Typ Z gefertigt, 1909 waren es immerhin schon 150 Stück. Im Folgejahr ersetzte der Limited das Modell Z, anfangs mit dem gleichen Motor.